# I sicari di Hitler
I sicari di Hitler (Geheimaktion schwarze Kapelle) è un film del 1959 diretto da Ralph Habib in una co-produzione italo-franco-tedesca.

## Trama
Primavera 1940. Dopo la vittoria lampo sulla Polonia, la Wehrmacht di Hitler progetta piani di attacco per la conquista dell'Europa occidentale e settentrionale. Diversi alti ufficiali temono che l'eccessiva politica di conquista di Hitler, alla fine porterà la Germania nell'abisso e quindi intendono contattare il Regno Unito attraverso canali diplomatici.  
Il giornalista dissidente Robert Golder viene inviato a Roma con i piani segreti per l'invasione della Francia e dell'Inghilterra, da consegnare a un illustre membro del Vaticano. Giunto a Roma, viene però agganciato dalla avvenente Tilla Turner, la quale è un'agente al servizio della Gestapo.

## Riferimenti storici
"Schwarze Kapelle" era un termine usato dalla Gestapo per riferirsi a un gruppo di cospiratori all'interno dell'esercito tedesco che complottava per rovesciare Adolf Hitler. 

Il gruppo comprendeva molti alti ufficiali di origini aristocratiche, i quali provavano disprezzo per il fervore ideologico del partito nazista e erano politicamente più vicini agli alleati occidentali. Sovvertendo il partito nazista speravano di preservare la sovranità tedesca. 
Attraverso l'ammiraglio Canaris al comando dell'Abwehr, erano in contatto con le loro controparti in Gran Bretagna, in altre nazioni alleate e in varie nazioni neutrali.